# V524 Гидры
V524 Гидры (лат. V524 Hydrae) — новоподобная, двойная катаклизмическая переменная звезда (NL) и затменная переменная звезда типа Алголя (EA) в созвездии Гидры на расстоянии приблизительно 10 932 световых лет (около 3352 парсек) от Солнца. Видимая звёздная величина звезды — от +19,4m до +17,12m. Орбитальный период — около 0,1479 суток (3,5491 часа).
Открыта группой учёных Слоановского цифрового обзора неба (Полой Шкоди и др.) в 2003 году*.

## Характеристики
Первый компонент — аккрецирующий белый карлик спектрального класса pec(e). Эффективная температура — около 6514 K.